# ルドルフ・ヴァーグナー＝レゲニー
ルドルフ・ヴァーグナー＝レゲニー（Rudolf Wagner-Régeny, *1903年8月28日 トランシルヴァニア地方*レギン †1969年9月18日 ベルリン）は旧東ドイツの作曲家。トランシルヴァニア系ザクセン人として現在のルーマニア北部に生まれ、レゲニーとは生地レギンにちなんでいる。民族の坩堝というべきトランシルヴァニア地方に生まれたため、1930年にドイツ国籍を取得するまでに2度国籍が変わっており、1918年まではハンガリー王国国籍、1919年以降はルーマニア国籍であった。

## 経歴
ベルリンでジークフリート・オックスとフランツ・シュレーカーに作曲を師事。1930年代と1940年代にフリーランスのオペラ作曲家として活動したが、しかしながらバレエ音楽によって有名になった。その後ロストック高等音楽学校教員（講師）を務め、1950年よりベルリン国立高等音楽学校の教授に就任した。

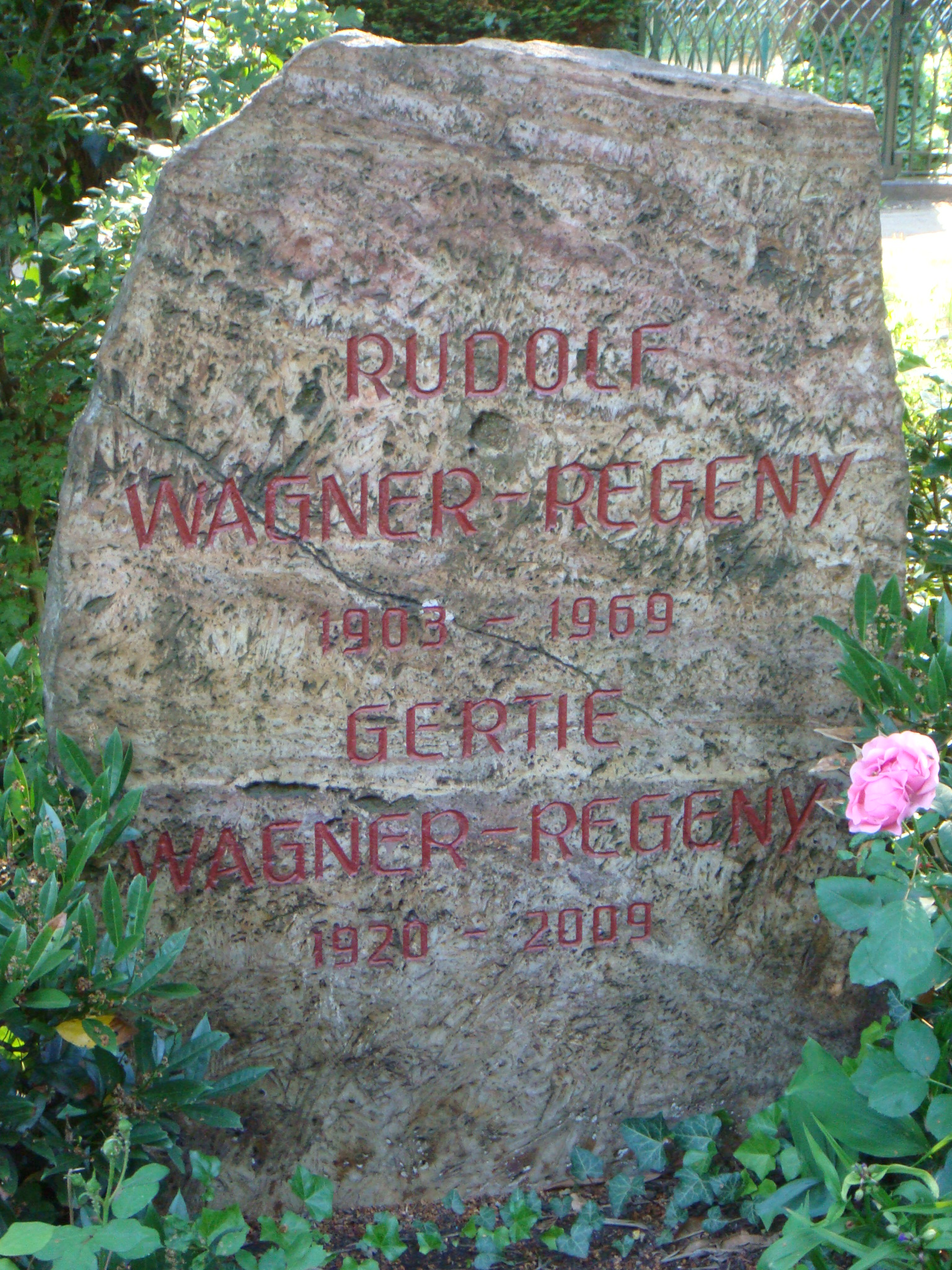
ベルリンにある作曲家の墓

## 主要作品一覧
- Die Bürger von Calais　歌劇『カレーの市民』
  - ゲオルグ・カイザーの戯曲をオペラ化したもの。1939年にカラヤンによって初演された。
- Das Bergwerk zu Falun
- Prometheus
- Genesis
- Die Fabel vom seligen Schlächtermeister
- Der Günstling